# Quand tu disais Valéry
Pour plus de détails, voir Fiche technique et Distribution.
Quand tu disais Valéry est un documentaire français réalisé par Nicole Le Garrec et René Vautier, sorti en 1976.

## Synopsis
L'occupation en 1975 de l'usine de fabrication de caravanes Caravelair, à Trignac, dans le département de Loire-Atlantique.

## Fiche technique
- Titre : Quand tu disais Valéry
- Réalisation : Nicole Le Garrec et René Vautier
- Scénario : Nicole Le Garrec et René Vautier
- Photographie : Jean-Marie Dagonneau
- Son : Alain Vautier
- Montage : Simone Nedjma Scialom
- Société de production : UPCB (Unité de production cinématographique Bretagne)
- Pays :  France
- Genre : documentaire
- Durée : 125 minutes
- Date de sortie : France - 15 mai 1976[2]

## Sélection
- Festival de Cannes 1976 (sélection « Perspectives du cinéma français »)[3]